# Југендштил
Југендштил, неретко и југендстил или стил југенд, уобичајни је назив за европски уметнички правац настао око 1900. године. Назван је по часопису Југенд (  — „младост”) који је први пут изашао 1896. у Минхену. У Француској се овај стил назива ар нуво (фр. Art nouveau — „нова уметност”), у Сједињеним Америчким Државама стил Либерти (енгл. Stile Liberty), а у Енглеској модерни стил (енгл. Modern style). У Бечу се говори о сецесионистичком стилу будући да је пре свега реч о антиакадемском ставу сецесије који је подстицао развој новог, модерног уметничког стваралаштва.

## Историја
Југендштил је као реформско стремљење био усмерен против историзма, који је тада био сматран као неискрен и застарео. Нови стил је обухватао све облике визуелне односно ликовне уметности, укључујући сликарство, вајарство, графику, примењене уметности, архитектуру, балет, позориште итд. Био је у духовном сродству са покретима реформисања живота и другим стремљењима која су као скучен и ограничавајући одбацивала грађански животни стил.
Примењене уметности су са југендштилом доживеле процват. Плакат, уметност опремања књига и графика представљали су омиљене области деловања младих уметника чији су циљеви били прожимање живота уметношћу.
Постоје заједнички стилски елементи у различитим земљама код којих се могу уочити и поједине регионалне разлике у погледу протока флораног елемента (Белгија, Француска) или геометризујућег облика (Аустрија, Шкотска), али се свуда примећује тежња ка нечему новом и модерном. Сликарство је у мањој мери стилски јединствено. Оно се често убраја и у симболизам или су барем на ово сликарство кључни утицај остварили сликари симболизма као што су Пол Гоген, Винсент ван Гог, Гистав Моро, енглески прерафаелити или Арнолд Беклин.
Међу најзначајније сликаре југендштила убрајају се Густав Климт, Егон Шиле, Фердинанд Ходлер, Ђовани Сегантини, Едвард Мунк, Пјер Пиви де Шаван, Фернан Кнопф, Макс Клингер, Франц фон Штук и Хејнрих Фоглер.
Заједнички им је линеарно-плошни начин сликања, који је подстакнут интезивним утицајима јапанских дубореза (жапонизам) као модерног средства обликовања. Уз ово долази и тенденција ка синкретичном уметничком делу. У овом смислу настале су многе вишеделне Ходлерове композиције конципиране за ентеријере и окретање ка спиритуалним (духовним) ликовним садржајима. У сликарству југендштила одиграла се реинтерпетрација и преформулација како хришћанских тако и митолошких мотива, који су били израз потраге за ’натчулним’. Чак је и сликарство пејзажа уздигнуто појачаним тоновима боја претрпело последице ове тенденције. Не треба занемаривати утицај који је ово ново сликарство које је одбацивало натурализам и било усмерено ка метафизичким садржајима имало на развој апстрактног сликарства.
Посебно упечатљиво дело сликарства југендштила је Бетовенов фриз Густава Климта израђен 1902. године у Изложбеном павиљону Бечке сецесије, јер ово дело омогућује наслућивање његове првобитне интегрисаности у целокупни уметнички пројекат заједно са Клингеровим спомеником Бетовену који се данас налази у Лајпцигу: на траци дугачкој око 24 метра нижу се једна за другом персонификације и фигуре које алудирају на Бетовенове симфоније. Оне на тај начин ткају густи, алузијама богати преплет нискости и злобе — с једне стране, и повишене радости живљења и сексуалне енергије — сдруге стране. Плошно-линеарно фреско сликарство Климт повезује са уметнутим полудрагим камењем и позлатом тако да се ту јасно види тенденција ка апстрактно-декоративном обликовању.
Са илустраторима какви су били Анри де Тулуз-Лотрек, Пјер Бонар, Обри Бирдсли, Томас Теодор Хајне и други изванредно богата уметност плаката југендштила постала је призната врста уметности. Линеарне и орнаменталне форме успевале су да заједно са плошно нанетим, светлећим бојама постигну жељени ефекат дубине простора а да ипак остану декоративне. Првенствено су плакати за изложбе били били на високом уметничком нивоу и постали су убрзо предмет интересовања колекционара. И обликовање екслибриса, часописа и књига учинили су југендштил широко распрострањеним и омиљеним јер је пружао уметницима добре могућности за зараду.
Југендштил је, међутим, успео да својим јединствено модерним средствима изражавања — која су, додуше, била орнаментална али ипак избегавала сваки историјски или еклитички призвук — заиста постане стил широких маса.

## Галерија
- Гизмонда (чеш. Gismonda), плакат чешког сликара Алфонса Мухе (1894)
- Плакат немачког сликара Ота Фишера за дрезденску изложбу (1896)
- Плакат сликара Франца фон Штука за 7. Минхенску сецесију (1897)
- Плакат сликара Ј. Р. Вицела за Немачку уметност и декорацију (1898)
- Плакат аустријског сликара Густава Климта, добар пример југендштила (1898)
- Музички салон у Кући Беренс у Дармштату (1901)
- Спољашњост Куће Петера Беренса која је у стилу југенд (2005)
- Врата Банке „Еншилда” у Норћепингу (2005)